# Fűrész 3D
A Fűrész: Az utolsó fejezet (más néven: Saw 3D, Saw: The Final Chapter) 2010-ben bemutatott amerikai horrorfilm, melyet Kevin Greutert rendezett és Patrick Melton, valamint Dunstan Marcus írt. A főszerepben Tobin Bell, Costas Mandylor, Betsy Russell, Sean Patrick Flanery és Cary Elwes látható. A Fűrész-filmsorozat hetedik része, amely az összes közül az egyetlen, amit 3D-ben mutattak be.

## Cselekmény
Egy visszaemlékezés megmutatja, hogy miután Dr. Lawrence Gordon megszökött a fürdőszobából, talált egy gőzcsövet, aminek segítségével kiégeti a levágott lába helyét, mert csak így tudja elállítani a vérzést. A jelenben, Ryan és Brad felébred egy fővárosi ablakos üzletben, ami előtt gyűlik a rengeteg ember. A két férfi csuklója le van kötözve, a munkaasztalon egy körfűrész hever, és a kölcsönös szerető, Dina harmadiknak fel van függesztve a fűrész felett. Jigsaw bábu tájékoztatja a fiatalokat, hogy valakinek meg kell halnia egy percen belül. A lány kihasználta mind a két fiút, hogy anyagi igényeit rajtuk keresztül elégíthesse ki, ezért Brad és Ryan bűncselekményt is elkövettek. Egy rövid küzdelem során, Bradet megvágja a fűrész, miközben Dina, hol az egyik, hol a másik fél között ingadozik, csakhogy a bőrét mentse. Végül mindkét fiú rájön, hogy Dina nem szereti őket, ezért összefogva engedik, hogy a fűrész ketté szelje a testét, a lány pedig szörnyű kínhalált hal.
Hoffman, aki túlélte az előző részben az ellene, Jill által elkövetett merényletet, folytatja a játékot és elkezd vadászni Jillre. Jill rettegésbe él, mert tudja mi vár rá, amennyiben Hoffman megtalálja. Éjszaka rémálmai vannak, egyik ilyenben Hoffman kiláncolja és egy sínpárra helyezett fűrész felnégyeli Jillt. Ezért a nő úgy dönt megkeresi Gibson nyomozót, akit Hoffman kézrekerítésével bíztak meg és jól ismeri a gyilkossá vedlett rendőrt.
Feltűnik a színen Bobby Dagen, aki állítása szerint maga is Kirakós áldozatai között volt és túlélte borzalmas játékát. A csapdából állítólag úgy menekült ki, hogy a mellizmaiba vashorgokat mélyesztett és egy lánc segítségével felhúzta magát. A szörnyűség átgondolásra késztette egész addigi életét, saját bevallása szerint megtisztult és szenvedéseiről most egy könyvet is írt. John játékainak túlélői Bobby köré gyűlnek, hogy megbeszéljék lelki problémáikat és sokan őszintén beszélnek arról, hogy a borzalmak ellenére komoly változásokon mentek keresztül. Bobbynak a könyve terjesztésében és programjai népszerűsítésében segítőtársai is akadnak: régi jó barátja Cale, Nina (teljes nevén Catarina Alexander), aki tudósító és sajtónak ad információkat Bobby munkásságáról, Suzanne egy fiatal csinos ügyvédnő és Bobby szépséges felesége, Joyce. De csak kevesen tudják, hogy Bobby egy titkot őriz. Dr. Gordon az egyik, akinek erről pontos ismeretei vannak.
Gibson és Jill közben megállapodást kötnek, miszerint Jill részletes vallomást tesz, Gibson pedig megvédi őt Hoffmantól. Hoffman is nagyban készül, megfigyeli Bobbyt, vélhetően tervei vannak vele. Felmerül a kérdés, hogy vajon miért éppen őt, hisz egyszer már volt csapdában? Gibson nem lelkesedik, hogy Jill meg kell védeni, mert a rendőrséggel korábban egyáltalán nem működött együtt, s most kiderül, hogy tudott valamennyi szadista játékról, sőt segédkezett is bennük.
Eközben Hoffman csapdába ejt egy roncstelepen néhány rasszista bőrfejűt: Evant, a barátnőjét és két barátját. A hanganyagon, amit nekik hátrahagyott közli velük, hogy rászolgáltak erre, mert fizikai különbözőségek alapján gyűlölnek másokat, most viszont megtanulhatják, hogy a bőr alatt minden ember egyenlő. Evan egy kistehergépkocsi vezetőüléséhez van odaragasztva jó erősen, mögötte egyik barátja végtagjait és száját láncok tartják, amelyek a kocsihoz vannak kötve. A kocsi hátsó kerekei emelőkön állnak, alatta van Evan barátnője. Elől pedig egy zárt ajtón Evan másik barátja van kiláncolva. Evannek egy maga előtt levő piros kart kell elérnie, mert ha nem húzza meg egy percen belül, akkor a kocsi a maximális gyorsaságra gyorsul és az emelők leengedik a hátsó kerekeket és végzetes eseménysorozat indul el. Evannak pokoli fájdalmak között saját hátáról kell a bőrt felszakítania, hogy elérje a kart, eközben két társa hol biztatja, hol ocsmány módon fenyegeti, hogy húzza meg a kart, mialatt barátnője velőt rázóan sikítva könyörög Evanhez, hogy mentse meg az életét. Evan hátáról a bőr nagyrészt leszakad, de hiába minden erőfeszítése és obszcén átkozódása, nem éri el a kart. Az emelők elengednek, a pörgő hátsó kerekek széttrancsírozzák a lány fejét, a száguldó kocsi kitépi Evan barátjának az állkapcsát és a két kezét, majd az iszonyatos sebességgel száguldó kocsi eltapossa másik, leláncolt barátját. A kocsi kitör a műhelyből, majd egy halom roncsnak ütközik neki. Evan kirepül a törött szélvédőn keresztül és egy másik roncs szélvédőjét szakítva be hal szörnyet.
Ezalatt a Kirakós Túlélőinek Klubjában, amit a túlélők lelki megsegítésének céljára hoztak létre Bobbyék, beszélgetés folyik. A csoportban ott van William Easton titkárnője és Simone, aki a kezét vágta le az előző részben, hogy megmeneküljön. Simone nem okult sokat a történtekből, balga közönnyel van embertársai iránt. Bobby igyekszik meggyőző lenni és hangsúlyozni azt, hogy milyen pozitív változásai lehetnek a traumának, hogy jobban megbecsüljük önmagát, az életet, minden rossz ellenére. Ezért mutatja meg a horgok helyét a mellén. A csoport találkozóját a tévé is közvetíti, mialatt feltűnik Dr. Gordon. Elismerően értékeli Bobby munkáját, bár perverznek találja a beszámolókat a történetekről, miközben a jelenlevők mind részesei lesznek egy promóciós DVD-nek. Suzane, Nina és Cale is szinte irányítják Bobby mondanivalóját, mint egy előre megírt forgatókönyvet, míg ez Joyce-nak nem tűnik fel, aki őszintén szereti Bobby-t. Cale-nek nem tetszik Dr. Gordon, mivel nem tagja a klubnak, de rendszeresen látogatja a rendezvényeket.
A műsor után Bobby elköszön barátjától, mialatt valaki kikíséri Joyce-t. Kinn a kocsinál Bobby hiába keresi feleségét, nincs ott, mire őt is elkapja egy alak, aki malacos maszkot visel.
Gibbson nyomozó a halottkémnél tartózkodik, amikor felhívja kollégája, Rogers, az autóbontó területéről, ahol a rendőrség megtalálta Evan és barátai holttestét. Mivel egyértelműen Kirakósról van szó, Gibbson maga veszi kezébe az ügyet. Rogers a megszokott szadizmusnak véli a dolgot, de Gibbson gyanakszik, hogy valami célja lehet a gyilkosnak, aki történetesen Hoffman. Ezt erősíti, hogy ott hagyta Gibbsonnak azt fordított medvecsapda, amit még Jill erősített a szájára, hogy megölje, de Hoffman kiszabadult belőle, viszont a szerkezet felszabta a száját.
Bobby közben magához tér egy ismeretlen helyen, egy ketrecben. Ismerős szituációnak kellene lennie, mégis Bobby olyan sokkos állapotban van, mint aki sose tapasztalt volna hasonlót. Egy kopott, használt tévé képernyőjén, ami ketrece mellett van, megjelenik Billy, a bábu, aki üdvözli őt. Ittlétének oka pedig, hogy híres és gazdag lett az általa előadott történetből, miszerint megmenekült Kirakós egyik csapdájából. Cale, Nina és Suzane segítették, hogy ügyes marketing fogásokkal popularizálhassa magát és könyvét, melynek címe S.U.R.V.I.V.E. és ez van ráírva ketrece talapzatára is mintegy utalásként. De egyetlen bökkenő van a dologban: Bobby-t sose ejtette csapdába a Kirakós. Három barátja ezt tudta, de most itt az ideje, hogy Bobby leckét kapjon, s kiálljon egy igazi próbát. Mert ha nem, nagy árat fizet érte: a képernyőn láthatja, hogy a gyilkos Joyce-t is csapdába ejtette, akinek fogalma sem volt a csalásról. Bobby-nak kerek egy óra áll rendelkezésre, hogy elérje a feleségét, majd egy csörlő felhúzza a ketrecet. Bobby meghúz egy láncot a ketrec felett, mire a talapzat kinyílik és ő majdnem éles pengékre zuhan, de megkapaszkodik és félreveti magát. Ezután elindul, hogy megkeresse és kiszabadítsa feleségét.
Ekkor egy visszaemlékezés jön, amikor Bobby és Cale még toprongyos, nincstelen, szürke kisemberek voltak. Egy bárban ülve nézték a tévét, amiben nyilatkozott az egyik megtört női áldozat, aki elmesélte mennyit változott a korábbi életszemlélete, s élni akarásának köszönhetően menekült ki. Bobby elgondolkodtatták a hallottak, Cale szerint pedig az áldozatok kaszálhatnának is, ha nem lennének ennyire maguk alatt. Így kezdődött el a csalássorozat, Bobby és Cale kilábaltak az anyagi nehézségekből és Bobby rátalált az igaz szerelemre is, aki mellette volt felépülésénél (a filmből nem derül ki, hogyan keltette Bobby azt a látszatot, hogy trauma érte). Most viszont, egy valós helyzetben Bobby kénytelen egy vörös vonalat követni a padlón.
Gibbson felmutatja a medvecsapdát Jillnek, mivel a nő ujjainak lenyomatát találja meg rajta. A nyomozó rájön, hogy Jill meg akarta ölni Hoffmant, ezért nem ok nélkül retteg a Kirakós felesége. Bár védett házban tartják, de igen hamar ráeszmélnek, hogy Hoffman tud a helyről, ugyanis e-mailt küldött az ottani számítógépre. Az üzenet egy videót tartalmaz, amiben Hoffman, aki jól ismeri Gibbsont, Jill kiadását követeli. Hangsúlyozza nincs miért védeni a nőt, mivel az összes gyilkosságról tudott, így bűntárs volt. Ha Hoffman megkapja Jillt, nem lesz több vérontás és a folyamatban levő játék is véget ér. Ezalatt két detonációt is jelentenek Gibbsonnak a roncstelepről, ami akadályozza a helyszínelők munkáját. Gibbson úgy dönt, hogy Jillt beviszik az őrsre.
Bobby folyosókon bolyongva eljut egy helységbe, ami élelmiszertároló lehetett valamikor, ugyanis néhány konzerv még ott maradt. Egy vasszékhez kötözve találja meg Ninát, akit kényszerzubbonyba rakott a gyilkos és négy hegyes csövet szegezett feléje. Nina kétségbeesetten sír és rimánkodik az életéért. Bobbynak le kell játszania egy hangszalagot, ami előre oda van készítve neki: Nina azért került bele a csapdába, mert a hazugságokat ő tudósította a sajtónak és ezért szép részesedést kap Bobby jövedelméből. Most azonban csendben kell maradnia, mert ha nem a hangérzékelők mozgásba hozzák a csöveket, amik átfúrják a nő torkát. Viszont egy percen belül ki kell kerülnie a székből, mert a csövek az idő lejártával is mozgásba lendülnek. Ehhez egy kulcs kell, ami Nina gyomrába van ledugva, egy zsinóron, ami a nő torkából lóg ki. Bobby próbálja kihúzni a kulcsot, ami nem megy könnyen, hisz a zsinór horgászhorog van, ami feltépi a nyelőcsövet a nőnek, aki fájdalomtól mindig hatalmasat ordít, a csövek pedig közel kerülnek a nyakához. Ugyan sikerül kivenni a gyomrából a kulcsot, de az egy perc letelik, a hegyes csövek pedig túl közel vannak már, nincs idő kiszabadítani. Nina így meghal. A kétségbeesett Bobby őt vádolja mégis, amiért nem bírta ki a fájdalmakat és nem maradt csöndben. Joyce is szemtanúja a borzalomnak, mivel abban a helységben, ahol leláncolták, szintén hátra hagytak egy készüléket. Joyce-ot Bobby minden egyes próbája után tovább húzza le egy lánc, ami a nyakához van erősítve, közben a nő retteg, hogy mi vár rá. Próbál segítségért kiabálni, de senki sem hallja.
Bobby a történtek hatása alatt reszketve halad tovább. Közben talál egy könyvet, méghozzá az ő könyvét, s benne a dedikálással, amit egy bizonyos Johnnak ajánlott. Visszaemlékszik arra, amikor könyve megjelent és a rajongóknak dedikálta. Ekkor már Suzane és Nina is bekapcsolódtak a terjesztésbe, s ott volt mellette Joyce is. Az olvasók igen el voltak ragadtatva a könyvtől, míg nem megjelenik Kirakós, aki akkor még élt. Ő is kért egy dedikált példányt, közben megfigyeli, hogy milyen sokan segítenek propagálni a könyvet. Bobby el is mondja, hogy igyekszenek minél több emberhez eljutni. John megkérdezi Bobbytól mindez helyes-e, minthogy a kampány inkább egy giccses siker és hírnév utáni hajszának fest. John el is meséli még, hogy az ókori Egyiptomban annak, aki eskü alatt vallott, ki kellett jelentenie, amennyiben hazudna, akkor a kőbányába vihetik, más szóval, ha a közösség tudtával hazudik, akkor rabszolgaságra ítéli önmagát. Bobby ettől kissé zavart lesz, ám Cale elküldi Johnt, hogy ne tartsa fel a sort. John a könyvet elviszi, de a Bobby fotójával ellátott borítót otthagyja, mondván már úgyis ismeri. Kirakósnak igaza volt, amikor Bobbynak mondta, hogy a hazugság rabszolgaságba taszít: Bobby idővel már Nina, Suzane és Cale irányítása alá került, akiknek anyagi érdekük volt, hogy ezt az üzletet fenntartsák a hazug túlélős történettel. Bobbynak viszont mindenképpen meg kellett tartania a titkot, ugyanis ő tervelte ki a csalást, amelyről a három barátja tudott, de ők állíthatnák azt is, hogy szintén becsapták őket, nincs közük a dologhoz, így mindenképp Bobby kerülne bajba, mert ő adta elő a történetet és ő írta meg a könyvet, s talán nincs bizonyítéka a többiek ellen. Következésképp bűntársai megmentését is vállalnia kell a próba során, mivel még nem tudja Bobby, hogy mi a fontosabb.
Gibbson és Rogers elemzik a Hoffman által küldött videót, amin Gibbsonnak feltűnik egy kerubszobor Hoffman háta mögött. Egy másik videót is hozzájuk kerül, ami Bobby-t vette fel, amikor elrabolják. Bobby nem volt a hatóság látókörében, mivel történetéről csak könyvében és a sajtónak számolt be. Gibbson megkérdezi Jillt, mit tud Bobby Dagenről, de Jill nem emlékszik arra, hogy Bobby is belekerült John valamelyik csapdájába. Gibbson nem tud mihez kezdeni Dagen frissen kialakult ügyével, közben egy második üzenetet kap Hoffmantól, amiben ugyanaz a kerubszobor látható a háttérben. Hoffman kéri Gibbsont, hogy ne gátolja a morál, s bár erkölcsi keresztútra ért, nézzen inkább túl a keresztúton, a hajnal felé, ami Gibbsonnak sugall valamit, ezért elindulnak Rogers-szel.
Bobby megint egy helyiségben találja magát, ahol egy kerék van, benne a leláncolt, jajgató Suzane. Egy zuhanó vasketrec áttör egy üvegablakot és megjelenik benne Billy, a bábu, aki közli Bobby újabb feladatát. Billy szerint Bobby már egészen átjárja a félelem, attól fél, hogy nem képes helytállni és életben maradni. Suzane ügyvéd, aki jogászi esküt tett, de egy csalásban segédkezett saját érdekeit szem előtt tartva. Épp ezért Bobbynak két tartórudat kell a legmagasabb állásba helyezni, amiket nehéz tartani, különben a kerék mozgásba lendül és Suzane szemét és száját három hegyes cső fogja átdöfni. Fél percig kell késleltetni a mozgást, ennek tetejében, ha Bobby felemeli a rudakat, akkor két-két ugyanolyan hegyes cső fúródik a derekába, tehát a dolga még inkább nehezebb. Suzane eszeveszettül rimánkodik, szinte hisztérikusan követeli Bobby segítségét, aki csak a vállával tudja a nehéz rudakat megemelni. Többször elereszti őket, mert nem bírja a fájdalmat a derekába hatoló csövektől. Minden igyekezete ellenére Suzane is életét veszti, akit már Bobby nem vádolhat úgy, mint Ninát, itt kizárólag az ő gyengesége a felelős a tragédiáért. Ez rávilágít arra is, hogy Bobby rendkívül gyenge fizikumú, míg hamis történetében végig erősen próbára tett testi erejének tulajdonította „megmenekülését.” Ahogy viszont telik az idő a valós csapdában, egyre világosabb, hogy Bobby nem lesz képes helytállni, esélye szinte nincs.
Bobby harmadik állomásán rátalál Cale-re egy olyan folyosón, aminek a fapadlózata elrohadt és zömmel eltűnt. A folyosó túlsó végén van Cale, akinek szemei le vannak kötve és nyakában egy bőrrel fedett kötél lóg. A férfi pánikol, mert nem lát semmit, hisztériában tör ki és barátja segítségéért könyörög. Bobby itt is talál egy szalagot, amit meghallgat: Cale legjobb barátja Bobbynak és egyben legfőbb cinkosa. Ezúttal egy percük van hátra, hogy elérjenek egy kulcsot, amivel Cale-t ki lehet szabadítani, ellenkező esetben egy csörlő Cale-t felakasztja. Nagy hátrány, hogy Cale nem lát semmit, viszont vékony pallókon kell lépkednie befedett szemmel, s ha nem vigyáz, hamarabb meghal. Bobby ugyan eléri a kulcsot, de az utolsó távot már nem akarja megtenni barátjához. Megpróbálja odadobni neki, hogy szabadítsa ki saját magát, de Cale keze annyira remeg, hogy a kulcs kiesik a kezéből és a mélybe kerül. Így Cale is meghal.
Gibbson és Rogers eljutnak egy sötét, elhagyott épületbe, ahol megtalálják a kerubot. Valaha drogosok és hajléktalanok lakták. Gibbson még járőr volt, amikor kiküldték a helyszínre és egy drogos megtámadta, majd az ő fegyverével akarta megölni. Hoffman lefegyverezte a támadót, majd megölte, ezzel megmentette Gibbsont, de annak kötelessége volt feljelentést tenni. Ám Hoffman mégis kitüntetésben részesült, Gibbsont áthelyezték, de Gibbson lefülelte három emberét, ami miatt Hoffman bosszút esküdött. A helyszín a Keresztutak Vállalat épülete volt, Gibbson pedig rájön, hogy támadóját a Hajnal Pszichiátriai Intézetben kezelték, amit akkor zártak be. Az épület évek óta üres, Bobby Dagennel pedig most épp ott zajlik a játék. Gibbson visszaküldi Rogerst Jill mellé, míg ő elindul a pszichiátria épületébe.
Bobbynak kevesebb, mint 20 perce maradt már csak megtalálni Joyce-t. Utolsó előtti állomáshelyén már közvetlen videókapcsolatba kerülhet a nejével, már nemcsak egymást látják a képernyőn, hanem hallják is a hangjukat. Bobbyra most egy igen nehéz és fájdalmas feladat vár: az ajtón levő lakatot egy négy számjegyű kombináció nyitja és a számokat Bobby jobb és bal felső fogai közül kettőbe vésték bele. Kis segítséget kap, mivel egy fogsort ábrázoló képen látható pontosan melyiket kell kihúzni. Bobby szereti a feleségét és próbálja kivenni a két fogát, ami hosszas és fájdalmas folyamat. Eközben Gibbson és a különleges csoport egységei hatolnak be az épületbe, felfedezik Nina holttestét, majd Gibbson hívást kap az őrsről, mivel kolléganője megtalálta a helyet, ahol Hoffman az üzeneteket küldte. A helyszín a roncstelep, Gibbson pedig rájön hol lehet Hoffman rejtekhelye. Ő visszasiet a roncstelepre, míg a rendőrök folytatják a kutatást túlélők után. Suzane-nél meghallják Bobby üvöltését, de Cale holttesténél tovább nem jutnak. Hamarosan csapdába kerülnek, ahol egy ügyesen kivitelezett, ketrecszerű szerkezet golyóformájú tisztítószert szór egy edényben levő savba, amitől mérges gáz keletkezik és ez végez a rendőrökkel.
Bobby megszerzi a számkombinációt és tovább indul a remélt végcél fel. Gibbson megsejti, hogy hol lehet a rejtekhely: ahol megtalálta a fejtrancsírozó szerkezetet, egy tükör volt a falon, amit mosdótükörnek nézett előtte, valójában ott van a rejtekajtó. Gibbson és két rendőr behatol a helyiségbe, ahol találnak egy háttal ülő csuklyás alakot. Azonban a csuklya nem Hoffmant rejti, hanem Evan egyik barátjának a holttestét, akinek a száguldó kisteherautó a száját és a kezeit szakította le. Gibbson döbbenten veszi észre, hogy Hoffman főhadiszállása itt volt, innen figyelte az eseményeket, nemcsak a pszichiátriai intézetet, hanem magát a rendőrőrsöt is. Megtalálja a kerubot, amelyről azt hitte abba a sikátorba vezet, ebből rájön, hogy Hoffman lépre csalta őket, s most vélhetően az egyik hullazsákban is ő maga van, aminek helyét akkor foglalta el, mikor két robbantást is végrehajtott a roncstelepen. Cselekvésre már nem jut idő, mert alighogy visszatelefonál, működésbe lép egy Kalasnyikov gépágyú, ami lemészárolja őt és a két rendőrt. Hoffman bejut az őrsre, késsel megöli a boncnokokat és az őrsön maradt rendőrtiszteket, Rogerst pedig agyon lövi, így hozzáfér Jillhez.
Bobby rátalál Joyce-ra abban a helyiségben, ami az épület központi fűtésének adott helyet. De nem férhet hozzá egykönnyen, mert árammal átvezetett drótok állják el az útját. Az utolsó próba lesz a legnehezebb, mint ahogy Billy, a bábu közli: Joyce lett a jutalma Bobbynak, amit azonban hazugságokkal ért el, s most azzal a módszerrel kell megmenteni felesége életét, amit ő maga részletesen taglalt a könyvében. A helyiségben két horgas kampó van láncokra erősítve. Ezeket Bobbynak a mellizmába kell vájnia és felhúznia magát egy kábelig, amiket két csatlakozó segítségével kell összekapcsolni. Rá kell szolgálnia tehát Joyce szerelmére egy igazi próbatétellel, mert nem egyszerűen elveszítheti, hanem végig kell néznie Joyce halálát is. Bobby kénytelen bevallani, hogy kitaláció volt az egész története, de egyetlen dologban nem hazudott: Joyce-t őszintén szereti. Joyce először felháborodva kéri számon a hazugságot, hiszen feleségül ment hozzá és most ártatlanul lebeg élet és halál között. Ám látja Bobby önfeláldozó magatartását megvallja ő is a szerelmét. Bobby belemélyeszti a horgokat a mellébe és sikerül felhúznia magát a kábelekig, de már nem tudja összekapcsolni őket, mert mellizmai kiszakadnak és ő lezuhan. Mire magához tér lejár az idő és fedelek csukódnak Joyce fölé, majd tűz lobban föl. Joyce bennreked a csapádban és élve megsül, a szerencsétlen Bobby, aki lelki megpróbáltatásoktól és a vérveszteségtől is kimerült, semmit se tud tenni, fájdalmas sírás közepette nézi végig felesége iszonyatos kínhalálát. Közben ő is lassan a földre csuklik, valószínűleg oxigénhiány miatt, mivel a tűz zárt helyen lángol, emiatt fogy a helyiségben a levegő mennyisége, ami Bobby életben maradását is kétségessé teszi.
A rendőrőrsön Hoffman elfogja Jillt, aki egy kisebb késsel nyakon szúrja és elszalad, de Hoffman megtalálja. A nő fejét egy asztalba veri, majd egy székhez szíjazza és a fordított medvecsapda legkorábbi erősebb és durvább változatával kivégzi Jillt, akinek alig marad valami a fejéből. Ebből a csapdából szabadult ki még a legelső részben Amanda Young.
A rendőrség ellen elkövetett brutális vérfürdő megrázza az egész várost. A rendőrség hajtóvadászatot indít, míg Hoffman megsemmisíti műhelyét és készül odébbállni, mikor három disznóálarcos alak leteríti és elkábítja. Az egyikük leveti az álarcát: Dr. Gordon az. Gordon az elhagyott fürdőszobába viszi Hoffmant, akit leláncol. Itt kezdődött a legelső rész is, itt találhatóak még Eric Matthews nyomozó, Zep Hindle és Adam Stanheight földi maradványai, illetve Dr. Gordon lefűrészelt lába. Az utolsó képkockákból kiderül, hogy Gordon helytállása nagy elismeréssel töltötte el Johnt, aki megmentette Gordon életét, műlábat adott neki és megtette segédjévé. Gordon részt vett az áldozatok kiszemelésében, a csapdák előkészítésében és az emberek elrablásában. Michael Marksnak is ő ültette be a szeme mögé azt a kulcsot, amivel Michael megszabadíthatta volna magát a Vénusz légycsapója nevű gyilkos szerkezettől, de mivel nem volt képes belevájni a szemébe, életét vesztette. Ugyancsak Gordon szemelte ki Dr. Lynn Denlont, aki műtétet hajtott végre John-on, majd Lynn férje, Jeff megölte Johnt. Gordon figyelte Hoffmant és egy névtelen üzenetben figyelmeztette is, hogy szemmel tartja. John még küldött egy bizalmas videókazettát Jillen keresztül Gordonnak, amelyben arra kérte, ha Jill-lel történik valami, akkor azonnal cselekedjen.
Hoffmannak tehát lakolnia kell, mert nem vetette alá magát Kirakós akaratának és megölte a feleségét is. Gordon bezárja a vaksötét fürdőbe, s nem hagyja, hogy a fűrész ott maradjon, amivel ő annak idején saját lábát is lefűrészelte. Hoffman később, feltehetően meghal a fürdőben, kiszáradás és éhezés miatt.

## Szereplők
| Színész              | Szerep               | Magyar hang        |
| -------------------- | -------------------- | ------------------ |
| Tobin Bell           | John Kramer          | Barbinek Péter     |
| Costas Mandylor      | Mark Hoffman nyomozó | Sörös Sándor       |
| Chad Donella         | Matt Gibson nyomozó  | Seszták Szabolcs   |
| Cary Elwes           | Dr. Lawrence Gordon  | Holl Nándor        |
| Betsy Russell        | Jill Tuck            | Spilák Klára       |
| Sean Patrick Flanery | Bobby Dagen          | Varga Gábor        |
| Gina Holden          | Joyce Dagen          | Kisfalvi Krisztina |
| Rebecca Marshall     | Suzanne              | Bogdányi Titanilla |
| Dean Armstrong       | Cale                 | Seder Gábor        |
| Naomi Snieckus       | Nina                 | Mezei Kitty        |

## A filmben használt eszközök
- A szerkezet, amely élve megsüti Joyce Dagent, az ún. szicíliai bika egyfajta modernizált változata. A szerkezet eredete az ókori szicíliai görögökig megy vissza. A történetek szerint Akragaszi Fálarisz türannisz készíttetett kivégzések céljára egy üreges bronzbikát, aminek belsejébe a halálra ítélt embert bezárták, majd a bika alatt tüzet gyújtottak. A bikából kijövő emberi sikoltozás jelképezte volna a bika bőgését. A hagyomány szerint Szent Antipász keresztény vértanút is szicíliai bikával végezték ki.